# Q (James Bond)
Q (pronunciada como qiú) é uma personagem criada pelo escritor britânico Ian Fleming, existente nos livros e filmes de James Bond. Ele é um integrante do MI-6, o serviço de inteligência britânico, responsável pela produção de engenhos tecnológicos sofisticados a serem usados pelos agentes do serviço, especialmente pelo agente 007 em suas missões.
Seu nome verdadeiro é Major Boothroyd - uma homenagem de Fleming a Geoffrey Boothroyd, o armeiro que lhe ensinou sobre armas durante seu período na inteligência britânica durante a II Guerra Mundial  -  e o nome de código e de trabalho pelo qual é conhecido, vem de sua função, Quartermaster (mestre de armas ou armeiro). Ele é o responsável pelo departamento Q, um departamento fictício de pesquisa e desenvolvimento do MI-6.
A personagem aparece apenas fugazmente nos livros de Fleming, mas no cinema ele encontrou seu próprio caminho e tornou-se um dos personagens fixos e populares da série, além de Bond, assim como M e Miss Moneypenny. Ele aparece em todos os filmes oficiais de 007, à exceção de Com 007 Viva e Deixe Morrer (1973), de Cassino Royale (2006), de Quantum of Solace (2008), Esses dois últimos estrelados por Daniel Craig. "Q" foi representado nas telas por cinco atores - três em filmes oficiais - mas tem sua identificação popular maior com o ator Desmond Llewelyn, que o encarnou por dezessete filmes e quatro décadas, até sua morte, em 1999.

## Q nos filmes
"Q" aparece logo no primeiro filme, com seu nome verdadeiro da ficção, Major Boothroyd, o armeiro, em 007 contra o Satânico Dr. No, na pele do ator Peter Burton, o primeiro a encarná-lo. Nesta primeira aparição, participa de apenas um pequena cena no escritório de M, o chefe do MI-6, quando convence 007 a trocar sua Beretta pela pistola Walther PPK, que o acompanhará pelo resto da série. A partir do filme seguinte, Moscou contra 007, de 1963, a personagem é vivida por Llewelyn e passa a ser constantemente chamado pelo nome de código "Q".
Em 007 - O Mundo Não É o Bastante, de 1999, Llewelyn - que foi o "Q" de cinco Bonds diferentes, Sean Connery, George Lazenby, Roger Moore, Timothy Dalton e Pierce Brosnan - anuncia sua aposentadoria e apresenta seu assistente, vivido por John Cleese, a quem Bond chama de "R" ("Se você é o Q ele deve ser o R?"), apesar do personagem nunca ser apresentado por este nome-código. Apesar de estar sempre aborrecido pela aparente falta de devido respeito que 007 tem pelas invenções de seu departamento, em alguns filmes da série "Q" mostra sua afeição pelo agente, quando, com a cumplicidade de Moneypenny, retira alguns modernos 'gadgets' do arsenal MI-6 para ajudar Bond em sua vingança contra o barão das drogas Franz Sanchez, personagem baseado no traficante colombiano Pablo Escobar, em 007 - Permissão Para Matar, depois do agente ter sua licença revogada por M naquele filme, e aparece na pequena ilha de Sanchez posando de tio de Bond.
A partir da morte de Llewelyn, em dezembro de 1999, o personagem passou a ser vivido por Cleese, que em 007 Um Novo Dia Para Morrer, último filme de Brosnan, assume a identidade, sendo chamado de Q pelo espião.  O personagem não apareceu nos dois primeiros filmes de Daniel Craig, mas retornou nos últimos dois, 007 Skyfall e 007 contra Spectre, numa versão mais jovem, interpretado por Ben Whishaw.
O personagem também apareceu no filme não-oficial Never Say Never Again, de 1983, vivido pelo ator Alec McCowen, chamado de "Algernon" e "Algie" por James Bond, e uma sátira a ele foi feita na paródia Casino Royale, de 1967, com Geoffrey Bayldon no papel.